# Amália Luazes
Amália Luazes (* 2. Juni 1865 in Porto; † 24. Dezember 1938 in Lissabon) war eine portugiesische Pädagogin und Schriftstellerin.
Luazes erwarb ihren Abschluss an der Escola Normal do Porto. Sie unterrichtete an verschiedenen Orten, so Valença do Minho, Sacavém, Oeiras und Lissabon. 1916 war sie Gründerin des Instituto do Professorado Primário Oficial Português.

## Werke
- Método Legográfico Luazes
- Contos para os Nossos Netos
- A Escola da Vida
- Leituras Instrutivas